# Горно-лесной пояс
Горно-лесной пояс — природный высотный пояс с преобладанием лесных ландшафтов.
Горные леса — леса, расположенные в пределах горных систем и отдельных горных массивов с колебаниями относительных высот местности более 100 м и средним уклоном поверхности от подножия до вершины горных хребтов или до границы безлесных пространств более 5°, независимо от того, что отдельные участки склона могут иметь крутизну менее 5°, а также леса на горных плато и плоскогорьях независимо от уклона местности
Леса плоскогорий, однако, подчиняются не высотно-поясным закономерностям, а широтно-зональным, поэтому их отнесение к горным лесам дискуссионно.
Наибольшего развития горно-лесной пояс достигает в экваториальных широтах. Горно-лесной пояс распространён главным образом в горах достаточно увлажнённых областей, но отмечается и в горах засушливых областей, где часто не образует сплошной полосы, а встречается в сочетании с лугами и степями (горная лесостепь).
Горно-лесной пояс зачастую делится на ряд подпоясов, различающихся свойствами слагающих их лесов. Наличие конкретных подпоясов зависит от
- широты,
- континентальности климата и
- прочих факторов, включая деятельность человека.

## Высотные пояса, соседние с горно-лесным
Горно-лесной пояс располагается выше пояса горных степей и лесостепей или аналогичного пояса горных саванн. Выше по склонам обычно сменяется субальпийским или горно-тундровым поясами, в отдельных случаях (например, горы Аляски) — нивальным.
В ряде случаев субальпийский пояс рассматривается как часть горно-лесного.

## Горно-лесной пояс в горах различных стран и регионов
Описания горно-лесного пояса основаны на: Букштынов, Грошев, Крылов (1981), если прямо не указано иное.

### Россия
Территория чрезвычайно обширна и разнообразна по природным условиям. В пределах России находится ряд горных систем. Развитие их горно-лесного пояса зависит как от широтного положения, так и от континентальности климата.

#### Северный Кавказ[6][7][8][9][10]
Как правило, горно-лесной пояс является нижним в высотном профиле. В участках с наименьшими высотами над уровнем моря горно-лесному поясу предшествуют горно-ксерофитная растительность, фрагменты горных степей, остепнённые луга. В высокогорных участках представлены только субальпийские леса.
В нижних и средних частях склонов (600—2000 м над уровнем моря) распространены леса из бука восточного (Fagus orientalis Lipsky). Дубняки (дубы черешчатый, скальный, грузинский, Гартвиса) занимают небольшую площадь. Они приурочены к осветлённым южным склонам на высотах до 900 м.
От 1000 м начинают появляться леса из пихты Нордманна и ели восточной, которые увеличивают свою площадь по мере подъёма. Леса из сосны Коха встречаются от нижних частей склонов. На небольших высотах они близки к бореальным, выше преобладают травяно-кустарничковые.
Лесные сообщества в верхней части лесного пояса представлены ивой козьей, черёмухой обыкновенной, рябиной обыкновенной, берёзами Литвинова и Радде, клёном Траутфеттера, буковым криволесьем. По южным склонам верхнюю границу леса нередко образуют сосняки (сосна Коха). Верхняя граница леса проходит на высотах 2000—2400 м над уровнем моря.
Стланики из рододендрона кавказского и можжевельника казацкого занимают большие площади на высоте 1700—2600 м.

#### Среднесибирское плоскогорье
По: Жуков и др. (1969).
Среднесибирское плоскогорье представляет собой расчленённое на несколько частей плато с абсолютными высотами до 1701 м (плато Путорана). С севера на юг друг друга сменяют лесотундровые, таёжные ландшафты, отдельными участками представлены подтаёжные, а в долинах южной части также лесостепные и степные.

##### Лесотундровая часть
Климат холодный, субарктический, безморозный период отсутствует, вегетационный период продолжается от 40 до 80 дней.
Выделяется два высотных пояса: лесной и тундровый, который и преобладает. В лесном поясе наиболее типичны лиственничные (сибирская и Гмелина) редколесья, в некоторых частях распространены еловые (ель сибирская) леса, которые поднимаются по склонам речных долин до высоты 400—500 м над уровнем моря. На части лесной пояс не делится.

##### Таёжная часть
Климат умеренно холодный, умеренный, в восточной части континентальный. Безморозный период 60—95, вегетационный период от 80 до 150 дней.
Повсеместно преобладает лесной пояс (до 800—900 м над уровнем моря), выше которого находится субальпийский. На севере фрагментарно выражен тундровый.
Коренные леса в северных районах (северная и средняя тайга) сформированы лиственницей сибирской, елью, кедром, производные — берёзами повислой и пушистой. В средней тайге широкое распространение получают пихтовые и сосновые леса.
В средней тайге лесной пояс делится на два подпояса. В нижнем (до 500 м над уровнем моря) темнохвойные леса чередуются с лиственничными, на востоке в связи с повышением континентальности темнохвойные заменяются сосной. В верхнем подпоясе представлены преимущественно темнохвойные. Также в средней тайге появляется субальпийский пояс, в котором распространены низкопроизводительные кедровники.
В южных районах практически полностью исчезают леса из лиственницы (исключая участки подтайги), еловые леса вытесняются в речные долины. Сосна, пихта, кедр и берёзы являются основными эдификаторами лесных сообществ. Подтаёжные леса занимают прогреваемые участки в нижних частях склонов.

### Европа
Разделение Европы на регионы приведено по: Букштынов, Грошев, Крылов (1981). Следует иметь в виду, что оно проведено по границам государств и может не вполне удачно отражать природные особенности регионов, однако для наиболее общего рассмотрения вполне пригодно.

#### Северная Европа
Скандинавский полуостров и Исландия.
Основная часть региона находится в таёжной зоне, юг — в зоне хвойно-широколиственных и широколиственных лесов. Исландия по климатическим условиям стоит особняком и имеет крайне низкую лесистость. Крупнейшая горная система — Скандинавские горы в Норвегии.

##### Норвегия
Верхняя граница горно-лесного пояса поднимается над уровнем моря до 300—500 м, в средней части до 1000—1100 м. Хвойные (ель европейская и сосна обыкновенная) леса поднимаются, соответственно, до 400 и до 900 м, выше произрастают берёзовые (берёзы повислая и пушистая) леса и криволесья.
На юге (61° с. ш.) высоты до 300—400 м заняты хвойно-широколиственными и широколиственными (дуб черешчатый и бук лесной) лесами.

#### Западная Европа
Франция, Великобритания, Ирландия, Дания, Бенилюкс.
Регион частично находится в пределах зоны широколиственных лесов, частично — в средиземноморском поясе. Небольшая часть расположена в зоне подтайги. Леса, в том числе горные, значительно изменены антропогенно. Крупнейшие горные системы — Альпы, Пиренеи. Несколько относительно небольших горных массивов находятся на территории Великобритании.

##### Шотландия
По: Исаченко, Шляпников, 1989.
На склонах Северо-Шотландского нагорья от уровня моря до 600 м выше него расположены сосновые и берёзовые леса. Много сфагновых болот и вторичных верещатников. До высоты 900 м над уровнем моря господствуют верещатники, произрастающие, возможно, на месте лесов.

##### Франция
Для нижней части горно-лесного пояса Вогезов характерны леса из пихты белой и сосны обыкновенной.
На высоте 900—1000 м над уровнем моря эти породы заменяет лиственница европейская, которая выше (1000—1200 м) уступает место сосне горной и кедру европейскому.
В Пиренеях подножья гор покрыты лесами из разных видов дуба (пушистный, каменный, пробковый) и маквисом.
На высоте 120—150 м над уровнем моря начинаются леса из бука лесного и пихты белой, пик доминирования которых приходится на высоты от 750 до 1200 м.
Выше начинаются сообщества с преобладанием горной сосны, доминирующие от 1800 м до верхней границы леса (2300 м).

#### Центральная Европа
Швейцария, Австрия, Германия (в границах до 1990 года).
Территория относится к подзоне широколиственных лесов, для горно-лесного пояса типичны хвойно-широколиственные леса. Основная горная система — Альпы.

##### Швейцария
В Альпах ель европейская и пихта белая формируют древостои от подножий гор до высот 800—1000 м.
Приблизительно до 1200 м преобладает лиственница европейская, выше (до верхней границы леса; около 1600 м) — сосна горная и кедр европейский.

##### Австрия
До высоты 600—800 м в виде отдельных участков встречаются широколиственные (дубы черешчатый и австрийский (турецкий), бук лесной, ясень обыкновенный) леса.
От 800 до 1200—1400 м бук образует монодоминантные леса. Выше он формирует насаждения совместно с хвойными (ель обыкновенная, лиственница европейская, пихта белая, сосны обыкновенная и чёрная). Хвойно-буковые и хвойные леса поднимаются до 1800 м.
Между лесами из хвойных и бука и альпийскими лугами (2000 м) расположены леса из стланиковой формы сосны горной и кедра европейского.

##### Германия
Нижние части склонов заняты лесами из бука лесного и дуба черешчатого с примесями других широколиственных пород.
На высотах от 800 м над уровнем моря они начинают сменяться хвойно-широколиственными лесами, переходящими в хвойные (пихта белая, ель европейская, сосна обыкновенная). В Шварцвальде хвойные леса поднимаются до 1200 м. В Альпах они встречаются до высоты 1800 м, где сменяются стланиковыми сообществами из сосны горной .

#### Восточная Европа
Польша, Чехия, Словакия, Венгрия, Румыния, Болгария. По климатическим условиям сюда же относится внутренняя часть бывшей Югославии.
Страны региона расположены в зоне широколиственных лесов. Горные системы: Карпаты, Судеты, Родопы.

##### Польша
В Карпатах в нижней части лесного пояса растут леса из граба, липы мелколистной и дубов.
На высоте от 600 до 1150 м их сменяют пихтово-елово-буковые леса.
От 1150 до 1350 м преобладают ельники, выше — сообщества, эдификатором которых является сосна горная .

##### Румыния
Склоны предгорий (200—700 м над уровнем моря) заняты сообществами с преобладанием дубов (австрийский, скальный). В качестве примеси встречается ряд других широколиственных видов.
Буковые леса встречаются на высотах 400—700 м над уровнем моря (на юге до 1000 м).
Хвойные леса занимают высоты от 800 до 1500 м в Восточных и от 1000 до 1800 м в Южных Карпатах. В нижней части к пихте белой и ели европейской примешивается в значительном количестве бук, в верхней смешанные леса сменяются чистыми ельниками.
Подпояс еловых лесов сменяется стланиками сосны горной.

##### Болгария
Нижняя часть склонов гор (700—1000 м над уровнем моря) покрыта лесами из дуба австрийского с примесью других широколиственных пород.
Выше растут буковые (800—1500) и буково-пихтовые (1500—1800) леса (бук лесной и пихта белая).
От 1800 до 2200 м по северным склонам преобладают леса из ели европейской, по южным — из сосен обыкновенной и боснийской (белокорой)).
Выше расположен прерывистый подпояс с преобладанием лесов из сосны румелийской), который сменяется криволесьем из сосны горной (до 2500 м над уровнем моря).

##### Бывшая Югославия: внутренняя часть
Сербия, Македония, а также части других югославских республик, расположенные в бассейне Дуная.
Склоны на высоте до 200—400 м заняты более или менее остепнёнными лугами с редкими лесными рощами.
Выше (до 600 м над уровнем моря) распространены широколиственные листопадные леса из дуба пушистого, граба восточного, ясеня белого и липы войлочной.
До 1000—1200 м расположен подпояс дубовых лесов (преимущественно дубы каменный и густой [венгерский] с примесью других широколиственных видов).
От 1200 до 1600 м друг друга последовательно сменяют дубово-буковые, буковые и буково-хвойные (ель европейская, пихта белая, сосны обыкновенная и румелийская) леса.
Выше, до 1850 м, распространены криволесья из сосны горной и можжевельника карликового.

#### Южная Европа
Пиренейский, Апеннинский и Балканский полуострова (бывшая Югославия, Албания, Греция, часть Турции, Италия, Испания, Португалия).
Климат субтропический (средиземноморский). Рельеф преимущественно горный.

##### Бывшая Югославия: Адриатическое побережье
Прибрежная часть Словении, Хорватии, Боснии и Герцоговины, Черногории.
В Динарских горах нижняя часть горно-лесного пояса (до 300—400 м над уровнем моря) значительно изменена антропогенно. Природные лесные сообщества замещены садами или кустарниковыми биоценозами — маквисом. В последнем из древесных видов преобладают вечнозелёные дуб каменный, фисташка, земляничник крупноплодный, можжевельники красный и крупноплодный и некоторые другие субтропические породы деревьев.
Выше маквис сменяется листопадными кустарниковыми или лесными сообществами (до 1000 м). Последние сформированы такими породами, как граб восточный, дуб пушистый, ясень белый.
Склоны высотой от 1000 до 1600 м заняты лесами из бука лесного, сосны чёрной и дуба пушистого.
Полоса от 1600 до 1700 м характеризуется стланиковыми сообществами сосны горной.

##### Албания
Нижний подпояс горно-лесного пояса (до 300 м на севере, до 900 на юге) заняты маквисом. Из древесных видов характерно присутствие дуба каменного , земляничного дерева, фисташки, древовидного вереска, маслины, иудина дерева, олеандра.
Выше (до 1000 м на севере, до 1200 на юге) расположен подпояс широколиственных лесов (дубы густой, австрийский, пушистый и македонский). В пределах обоих этих подпоясов развито садоводство.
Третий подпояс (до 1600 м на севере, до 1800 м на юге) представлен преимущественно буковыми лесами, нередко с участием тиса ягодного, пихт македонской и греческой (кефалинийской), сосны румелийской.
Склоны выше подпояса буковых и смешанных лесов и до 2100 м над уровнем моря заняты сосной боснийской.

##### Греция
До высоты 500 м над уровнем моря расположен маквис. Из древесных видов в нём представлены мирт обыкновенный, земляничник крупноплодный, можжевельник косточковый, дубы каменный и кермесовый.
На высотах от 500 до 1000 м преобладает шибляк, чередующийся с лесами из листопадных видов дубов (пушистый, крупночешуйчатый, австрийский, густой, каменный) в смеси с другими широколиственными породами.
Между 1200 и 1400 м распространены вторичные сообщества летнезелёных кустарников, сочетающихся с листопадными лесами.
Верхний подпояс горно-лесного пояса (1400—2000 м) занимают буковые и хвойные (пихта греческая и сосна чёрная леса.

##### Италия
Занимает весь Апеннинский полуостров, острова Сицилия, Сардиния. Основные горные системы материковой части — Альпы и Апеннины. Островам также свойственен гористый рельеф.
До высот 500—800 м над уровнем моря типичны вечнозелёные лиственные леса и маквис. Основные древесные породы — дубы каменный и пробковый, фисташка, земляничник крупноплодный, вереск древовидный, мирт, лавр благородный, маслина и некоторые другие. Из хвойных встречаются рощи пинии, алеппской и приморской сосен.
Летнезелёные лиственные леса образуют подпояс на высотах от 500 до 1400 м. В дубовых лесах преобладают дубы пушистый, скальный и австрийский, в северных районах — черешчатый, в южных — густой и крупночешуйчатый. В буковых лесах нередка значительная примесь хвойных: пихты белой, сосны чёрной. Каштановые леса имеют преимущественно искусственное происхождение.
В Альпах на высотах от 1400 до 2000 м преобладают хвойные леса из сосны обыкновенной, ели европейской, пихты белой, лиственницы европейской и кедра европейского. Верхняя граница леса сформирована низкорослыми лесами из кедра европейского или лиственницы.

##### Испания и Португалия: северная часть
Северная Португалия, Галисия, Астурия, Кантабрия, Страна Басков, северные части Арагона и Наварры.
Основная горная система на территории региона — Пиренеи (западная и центральная часть) и их орографическое продолжение — Кантабрийские горы. Климат влажный, сухой сезон выражен слабо, зима относительно холодная. Распространены виды с евросибирским типом ареала.
В долинах расположены леса из дубов скального и черешчатого, ясеня европейского. В нижних частях склонов гор (до 600 м над уровнем моря) они сочетаются с лесами из бука и пихты белой; эти породы занимают теневые склоны с относительно слаборазвитыми почвами. На наиболее освещённых склонах сказывается влияние средиземноморской флоры (появляются дуб каменный, лавр благородный). Нижняя часть горно-лесного пояса сильно изменена антропогенно. Лесные сообщества нередко замещаются лугами или кустарниковыми зарослями.
На высоте от 700 до 1700 м над уровнем моря преобладают леса из бука лесного и пихты белой, сформированными как одной из этих пород, так и совместно. При этом пихта предпочитает более влажные и менее освещённые местообитания. На высоте около 1500 м буковые леса исчезают, и пихтовые леса сочетаются с лесами из сосны горной.

##### Испания и Португалия: южная часть
Регионы Иберийского полуострова, не указанные в предыдущем разделе.
Основные горные системы — Центральная Кордильера и Кордильера-Бетика. Характерен выраженный сухой сезон в течение 2—4 летних месяцев. Количество осадков изменяется от 1500 до 350 мм в год, зима может быть как холодной, так и тёплой. Доминируют виды со средиземноморским типом ареала, среди лиственных преобладают вечнозелёные виды.
В нижних частях гор широко распространены биоценозы типа маквиса и сады.
От уровня моря распространены леса из дуба скального и сосны алеппской. Первый формирует леса до высоты 1400 м, вторая — до 1000 м. Во внутренней части полуострова до высоты 900 м обычны разреженные леса из можжевельника ладанного.
Высоты от 700 до 1600 м занимают леса из дуба пиренейского, несколько выше (800—1900 м) поднимается дуб португальский. По мере продвижения к югу они уступают преобладание дубам пробковому и каменному. На этих же высотах распространены леса из сосны приморской и чёрной.
Участки с высокой влажностью на высотах от 1000 до 2000 м занимают леса из эндемичной пихты испанской. Ещё выше (до 2400 м) поднимаются леса из сосны обыкновенной.
Верхняя граница леса может быть сформирована соснами обыкновенной и крючковатой, можжевельниками казацким и карликовым, а также некоторыми видами кустарников.

### Азия

#### Индостан
Полуостров Индостан практически полностью занят Индией, небольшой участок на северо-востоке — Непалом, западная часть — Пакистаном. Из горных систем крупнейшей являются Гималаи, отделяющие полуостров от материковой части Евразии. По окраинам плато Декан находится несколько меньших по масштабу и абсолютным высотам систем (Западные Гаты, Восточные Гаты, Аравали). Западная граница занята окраинными хребтами Иранского нагорья.

##### Гималаи
По: Исаченко, Шляпников, 1989.
До 600 м над уровнем моря распространены листопадные редколесья и кустарниковые заросли.
Эти сообщества сменяются жестколистными лесами, в которых представлены гранат, подвид оливы, олеандр, поднимающимися до 1000—1200 м.
Жестколистные леса средиземноморского типа переходят в леса из дуба каменного и сосны Роксбурга, которые расположены на высотах до 2000—2500 м.
Ещё выше находятся смешанные леса из ели Смита (гималайской), пихты гималайской (серебристой), кедра гималайского, дубов седого и расширенного. К 3000 метрам над уровнем моря из них выпадают практически все виды, кроме пихты гималайской, которая поднимается до 3300—3400 м.
Выше пихтовых лесов находятся криволесья берёзы полезной (гималайской) в сочетании с зарослями стелющихся можжевельников и рододендроновыми кустарниками. Такая растительность поднимается приблизительно до 4200 м, где сменяется альпийскими кустарниками и лугами.